# Radical 21
Le radical 21 (匕), qui signifie cuillère, est un des 23 des 214 radicaux chinois répertoriés dans le dictionnaire de Kangxi composés de deux traits.
Le caractère Unicode de 匕 est 5315.

## Caractères avec le radical 21
| nombre de traits          | caractères |
| ------------------------- | ---------- |
| Sans trait supplémentaire | 匕         |
| 2 traits supplémentaires  | 化         |
| 3 traits supplémentaires  | 北         |
| 9 traits supplémentaires  | 匘 匙      |